# Malcolm Turnbull
Malcolm Bligh Turnbull (Sydney (New South Wales), 24 oktober 1954) is een Australisch politicus van de Liberal Party.
Van 15 september 2015 tot 24 augustus 2018 was hij de 29e premier van Australië. Eerder was Turnbull van 2013 tot 2015 minister voor Communicatie onder premier Tony Abbott. Daarvoor was hij in 2007 minister voor Milieu en Waterstaat onder premier John Howard.
Nadat hij het vertrouwen van een deel van zijn eigen partij verloor besloot Turnbull op 24 augustus 2018 op te stappen als premier. Hij werd opgevolgd door minister van Financiën Scott Morrison.
- Bibsys: 90362036
- CiNii: DA03724754
- Gemeinsame Normdatei: 1082752665
- International Standard Name Identifier: 0000 0000 8192 7676
- Library of Congress Control Number: n88053591
- Nationale bibliotheek van Australië: 35360833
- Nationale Bibliotheek van Israël: 987007407364405171
- Nederlandse Thesaurus van Auteursnamen: 074460749
- Réseau des bibliothèques de Suisse occidentale: 02-A003915347
- Système universitaire de documentation: 113287240
- Trove: 507464
- Virtual International Authority File: 1553625
- WorldCat: E39PBJjRV4JqYp9hdjYcdprcyd